# Anton von Kalik
Anton Ritter von Kalik (Bogorodcsány, 1818. december 2. – Hamburg, 1866. július 16.), osztrák katonatiszt, vezérőrnagy, az első állandó osztrák hírszerző szervezet, az Evidenzbüro első vezetője.

## Élete
Galíciai osztrák katonatiszt volt az apja. 1830-ban végezte el a Theresianum Katonai Akadémiát hadnagyi rendfokozattal és még abban az évben a bécsi vezérkarhoz került.
1948-ban Kalik részt vett a bécsi forradalom leverésében, a felkelők által elfoglalt Hofburg ostromában. Utána Magyarországon harcolt a szabadságharc ellenében, részt vett a kápolnai csatában. Katonai érdemeiért 1850-ben elnyerte az osztrák Katonai Érdemkeresztet és a Osztrák Császári Lipót-rendet.
Ugyancsak 1850-ben ezredessé léptették elő és kinevezték az újonnan létrehozott Evidenzbüro, az első állandó osztrák katonai hírszerző és elhárító szervezet vezetőjének. Egyidejűleg tanított a katonai akadémián, valamint diplomáciai missziókat hajtott végre a Közel-Keleten. 1858-ban lovagi címet kapott.
1864-ben vezérőrnaggyá léptették elő. Az Evidenzbüro vezetését átadta Georg von Kees ezredesnek, ő pedig egy dandár élén hadba vonult a porosz–osztrák–dán háborúba. Csapatai 1866-ig Holstein tartományban állomásoztak.
Hosszabb betegség után 1866. július 16-án halt meg Hamburg Altona kerületében.

## Fordítás
- Ez a szócikk részben vagy egészben a Anton von Kalik című német Wikipédia-szócikk ezen változatának fordításán alapul.  Az eredeti cikk szerkesztőit annak laptörténete sorolja fel. Ez a jelzés csupán a megfogalmazás eredetét és a szerzői jogokat jelzi, nem szolgál a cikkben szereplő információk forrásmegjelöléseként.